# Boiling Springs, North Carolina
Boiling Springs är en kommun (town) i Cleveland County i North Carolina. Vid 2010 års folkräkning hade Boiling Springs 4 647 invånare. Boiling Springs är säte för Gardner–Webb University.